# Rudolf Maister
Rudolf Maister - Vojanov (tudi Rudolf Josef Franz de Paula Maister) [rúdolf máister - vojánov], slovenski pesnik, general, borec za severno mejo, * 29. marec 1874, Kamnik, Avstro-Ogrska, † 26. julij 1934, Unec, Kraljevina Jugoslavija

## Otroštvo
Družinske korenine generala Maistra segajo po materini strani na Dolenjsko, po očetovi pa na Ptuj. Pred očetovo rojstno hišo, na robu mestne tržnice, stoji Rudolfov celopostavni bronast kip. Staršem, materi Frančiški, roj. Tomšič, in očetu Francu, so se rodili trije sinovi: Artur (1868), Ernest (1871) in kot najmlajši Rudolf. Ko je dopolnil trinajst let, mu je umrl oče. Osnovno šolo je obiskoval najprej v Mengšu, nato pa v Kranju. Bil je odličen učenec. Leta 1885 je začel obiskovati kranjsko nižjo gimnazijo in jo končal leta 1890.
Po očetovi smrti je za Rudolfa skrbel stric Lovrenc. Ves čas šolanja ga je navduševal za vojaški poklic. Ker je bila Rudolfu uniforma že domača (oče je bil financar, brat pa železniški uradnik) in ker se je zavedal, da bo moral zaradi očetove prezgodnje smrti sam poskrbeti zase, se je odločil za poklic častnika. Njegove intelektualne sposobnosti in tudi izjemne športne lastnosti (bil je telovadec, sabljač, plavalec, smučar) so mu omogočile napredovanje na različnih vojaških šolah in službenih mestih. Rudolfova mati je izhajala iz ugledne, narodno zavedne trebanjske družine. Na stara leta se je preselila na Unec k sestri  Matildi Tomšič-Sebenikar, ki je bila pesnica in pripovednica, sicer pa priznana narodna delavka in predsednica Ciril-Metodove družbe na Rakeku.

## Zgodnja leta
Leta 1894 je Rudolf Maister na Dunaju končal častniški študij v domobranski kadetnici in bil imenovan za kadeta ter naslovnega vodjo čete. Po opravljeni kadetnici so ga vključili v domobranski bataljon v Ljubljani, 1. oktobra 1894 pa je bil premeščen v pehotni polk v Celovcu. 1. novembra 1895 je napredoval v poročnika. Medtem je v Ljubljani obiskoval jahalno šolo za pehotne častnike in jo uspešno končal.
Kot častnik je služboval in spoznaval različne kraje ter dežele habsburške monarhije, kar mu je koristilo pri kasnejših bojih za severno mejo ter pri določitvi meje z Avstrijo in Italijo. Leta 1903 se je šolal v armadni strelski šoli v Brucku na Leithi in se usposobil za orožarskega častnika. Šolanje je leta 1907 nadaljeval na častniški šoli v Gradcu in napredoval v stotnika.
1. novembra 1908 so Maistra kazensko premestili v vojaško postojanko Przemysl v Galiciji in ga vključili v 18. domobranski polk. Leta 1910 je zaradi odlično izpeljanih vojaških vaj postal poveljnik 7. bojne čete, nato pa poveljnik podčastniške šole. Na napornih vojaških vajah je zbolel za močno pljučnico, zato so ga poslali na zdravljenje v Dalmacijo in v zdravilišče blizu Kaira v Egiptu. Po okrevanju so Maistra leta 1913 premestili v črno vojsko, postal je poveljnik izpostave v Celju.
Med vojaškim službovanjem se je poročil z Marijo Stergar (Marico Stergarjevo), hčerjo znanega ljubljanskega zdravnika. Z znanjem francoščine je po vojni pomagala možu pri pogovorih s častniki antante v Mariboru. V zakonu sta se jima rodila dva sinova, Hrvoj (1905) in Borut (1908). Sin Hrvoj je obiskoval klasično gimnazijo v Mariboru, pozneje pa je končal študij na ekonomski fakulteti univerze na Dunaju. Sin Borut je končal realko v Mariboru in postal gradbeni inženir. Pred drugo svetovno vojno je bil zaposlen kot mestni gradbeni komisar pri Mestni občini Maribor, po vojni pa je bil v Mariboru zaposlen v upravi gradbenega podjetja Gradis. Žena Marija Maister je bila dejavna v številnih organizacijah in dobrodelnih društvih (mdr. je ustanovila Francoski krožek v Mariboru in imela zasluge za nastanek Počitniškega doma kraljice Marije na Pohorju) ter je ob smrti leta 1938 veljala za prvo damo Maribora.

## Boj za mejo na Koroškem in Štajerskem
7. decembra 1914 so premestili Maistra v Maribor in mu določili mesto referenta pri okrožnem poveljstvu črne vojske v Mariboru.  21. junija 1916 je postal začasni poveljnik okrožnega poveljstva v Mariboru. Zaradi ovadbe nemških nacionalistov so ga 8. marca 1917 premestili v Gradec; tam je bil povišan v majorja. Vrnil se je v Maribor, kjer so ga 1. julija 1917 imenovali za stalnega poveljnika poveljstva številka 26. Tu je ostal do razpada  dvojne monarhije.
30. oktobra 1918 je mariborski nemški občinski svet razglasil Maribor z okolico za del Nemške Avstrije. 1. novembra 1918 je major Rudolf Maister v vojašnici 26. strelskega polka v Melju pred mestnim poveljnikom podpolkovnikom Antonom Holikom in zbranimi častniki odločno izjavil: »Ne priznavam teh točk. Maribor razglašam za posest Države Slovencev, Hrvatov in Srbov in prevzemam v imenu svoje vlade vojaško poveljstvo nad mestom in vso Spodnjo Štajersko.« Po sestanku je zbranim slovenskim vojakom in častnikom razložil, da je prevzel vrhovno poveljstvo v mestu, in jih prosil, naj ostanejo z njim, ker jih nova država potrebuje. Še tisti dan so bile vse vojašnice in drugi pomembni objekti ter mesto Maribor pod Maistrovo vojaško oblastjo.
Upravo na slovenskem Štajerskem je prevzel Narodni svet, majorju Rudolfu Maistru pa je podelil naziv general. Presenečeni Nemci so si kmalu opomogli in so od Narodnega sveta ter generala Maistra izsilili ustanovitev varnostne straže. 3. novembra 1918 je nastala zelena garda ali t. i. Schutzwehr. General Maister se je odločil za vojaški ukrep. 9. novembra 1918 je razglasil mobilizacijo. Temu so nasprotovali Nemci, pa tudi narodna vlada v Ljubljani. Slovenski fantje so se odzvali klicu generala Maistra, zelo veliko jih je prišlo iz Slovenskih goric. V nekaj tednih je Maister zbral vojsko približno 4000 mož.
20. novembra 1918 so ustanovili mariborski pešpolk. Z njim je nastala prva redna slovenska vojska s slovenskimi častniki in slovenskim poveljevanjem. 23. novembra 1918 je ob 4. uri zjutraj Maister prehitel Nemce in razorožil zeleno gardo. 27. novembra 1918 so Maistrove enote zasedle Špilje, nato pa še Radgono, Cmurek, Lučane, Radlje (Marenberg) in Muto. Malgajeva skupina iz Celja je zasedla Mežiško dolino, nato pa Pliberk in Velikovec. Enota iz Ljubljane je zasedla Dravograd, Labot in Šentpavel. Vojaška akcija je potekala skladno s pogodbo, ki sta jo 27. novembra 1918 podpisala polkovnik Rudolf Passy in general Rudolf Maister. Ta je določala, da lahko slovenske čete zasedejo kraje ob narodnostni meji, od Radgone do Šmohorja v Ziljski dolini na Koroškem. Te pogodbe nista priznali deželni vladi Štajerske in Koroške, pa tudi Narodna vlada v Ljubljani ne. 14. januarja 1919 je prišlo do bojev štajerskega obmejnega poveljstva pri Lučanah, 4. februarja 1919 pa v Radgoni. 13. februarja je bilo podpisano premirje.

## Določitev meje z Avstrijo in Italijo
27. januarja 1919 je prišla v Maribor ameriška vojaška delegacija pod vodstvom podpolkovnika Shermana Milesa. Z generalom Maistrom so se pogovarjali o določitvi meja. Po nemških virih naj bi bil Maister odgovoren za smrt 13 civilistov, ker je istega dne pred prihodom ameriške delegacije ukazal odpreti ogenj na množico 10.000 Spodnještajercev, ki so z nemškimi in avstrijskimi zastavami izražali svojo voljo, da bi Maribor ostal nemško mesto pod avstrijsko oblastjo (t. i. mariborska krvava nedelja).
O novih mejah je odločal Vrhovni svet (ZDA, Združeno kraljestvo, Francija, Italija, Japonska) prvič februarja 1919. Določil je obstoječo mejo na Štajerskem, priključitev Mežiške doline k jugoslovanski državi ter plebiscitni coni na Koroškem. Konec maja 1919 se je začela jugoslovanska ofenziva na Koroškem. General Maister je skupaj s srbskimi častniki uspešno vodil labotski odred in po zmagi prevzel poveljstvo koroškega obmejnega poveljstva v coni A plebiscitnega ozemlja.
18. septembra 1919 se je moral Maister skupaj s svojimi policijskimi silami umakniti iz cone, ker bi lahko vplival na rezultat plebiscita 10. oktobra 1920. Uspešni poveljnik in osvoboditelj severne meje in Maribora se je razočaran vrnil v Maribor in se vključil v delo oblastnega odbora Narodne odbrane. Postal je tudi poveljnik Maribora. Od leta 1921 do leta 1923 je bil predsednik komisije za razmejitev z Italijo. Leta 1923 so ga prisilno upokojili kot divizijskega generala in ga odlikovali z redom belega orla z mečem III. stopnje.
Bil je predsednik narodnoobrambnega društva Narodne odbrane v Mariboru od njegove ustanovitve leta 1928 naprej.

### Krstna slavamariborskega 45. pešpolka
Pred drugo svetovno vojno je vsako leto 23. novembra mariborski 45. pešpolk, ki je bil nastanjen v Kasarni viteškega kralja Aleksandra I. Zedinitelja v Melju, s svečano proslavo obhajal svojo krstno slavo oz. spominski dan. Na ta dan so se spomnili dogodkov iz leta 1918, ko so v noči z 22. na 23. november Maistrovi borci v Mariboru razorožili Schutzwehr in tako prevzeli popoln nadzor nad mestom. Svečane proslave v spomin na te dogodke so se vsako leto na slavnostno okrašenem dvorišču meljske vojašnice ob mestnem poveljniku, mariborskem županu in drugih predstavnikih mariborskega javnega življenja udeleževali tudi številni drugi odlični gostje. Popoldne po proslavi so v vojašnici pripravili vojaško veselico, ki so se je udeleževali tudi številni meščani. Zvečer tega dne pa so častniki v dvorani hotela Orel svojim gostom priredili družabni večer.

## Smrt
Na Uncu je generala Maistra zadela kap, za njenimi posledicami je 26. julija 1934 umrl. Ob prevozu njegovih posmrtnih ostankov z Unca v Maribor se je v Ljubljani in Celju poklonila velika množica ljudi. V Mariboru so pripravili mrtvaški oder v veži mestnega magistrata, kjer so se od njega poslovili tisoči Mariborčanov in okoliških prebivalcev. 28. julija 1934 so generala Maistra z velikimi častmi pokopali na pobreškem pokopališču v Mariboru, kjer je še danes njegov grob. Pogrebni sprevod je odšel z Glavnega trga čez Stari most, po Tržaški in Pobreški cesti do pobreškega pokopališča.
Leta 2021 so družinsko grobnico obnovili.

## Odlikovanja
- jubilejna medalja 1898 (1898)
- jubilejni križec 1908 (1908)
- bronasta vojaška zaslužna medalja (signum laudis)
- red belega orla z meči III. stopnje (1919)
- češkoslovaški vojni križec 1914–1918 (1920)
- red Karađorđeve zvezde IV. stopnje
- red sv. Save I. stopnje

## Spomeniki
| Mesto     | Leto      | Lokacija                                                                                        | Opis kipa                                                                                                   |
| --------- | --------- | ----------------------------------------------------------------------------------------------- | --- |
| Kamnik    | 1970      | Trg talcev                                                                                      | celopostavni kip, prvi na slovenskem                                                                        |
| Maribor   | 1987      | Prva gimnazija                                                                                  | stoji oblečen v plašču, ko drži ročaj sablje                                                                |
| Ljubljana | 1999      | Glavna železniška postaja Pred ministrstvom za obrambo                                          | figura konjenika v gibanju                                                                                  |
| Ljutomer  | 2010      | Park generala Rudolfa Maistra                                                                   | sedi na klopci s knjigo v roki                                                                              |
| Ptuj      | 2012 2019 | Novi trg (prvotna lokacija, streljaj stran) Mestna tržnica (prestavljen pred očetovo roj. hišo) | stoji v vojaški uniformi in z rokami za hrbtom, kjer zre neposredno v očetovo rojstno hišo                  |
| Kranj     | 2002      | Maistrov trg                                                                                    | doprsni kip                                                                                                 |
| Trebnje   |           |                                                                                                 | spominska plošča Maistrovi materi                                                                           |
| Celje     | 2010      | Kajuhova ulica 2 (ob glavnem vhodu v I. Gimnazijo c Celju)                                      | v spomin in zahvalo sta I. gimnazija v Celju in Društvo Generala Maistra Celje, postavila spominsko ploščo. |

## Rudolf Maister – umetnik in bibliofil

### Poet
Kot pesnik se je udejstvoval že zelo zgodaj. V 4. razredu gimnazije v Kranju je bil ustanovitelj in urednik dijaškega lista Inter nos, v 5. razredu pa je svoje pesmi objavljal v ljubljanski Večernici. V reviji Vesna je objavljal pod psevdonimom Vuk Slavič, nato pa še pod imenom Vojanov med drugim tudi v Ljubljanskemu zvonu in Slovenskemu narodu. 
Bil je zunanji član Zadruge, gimnazijskega skrivnega društva, katerega člani so bili tudi glavni pisci moderne – Ivan Cankar, Oton Župančič, Dragotin Kette in Josip Murn Aleksandrov.

#### Pesniški zbirki
- Poezije (1904) (COBISS)

Zbirka je bila predporočno darilo Maistrovi izvoljenki Marici Stergerjevi. Razdeljena je na štiri sklope: Marici, Balade in romance, Fantovske pesmi in Soneti.
- Kitica mojih (1929) (COBISS)

Pesniško zbirko je razdelil na štiri sklope: Nazaj pa jih ni (pesmi iz vojnih časov), O, jaz ne spim (pesmi o izgubljeni Koroški in Primorski), Oj, ti naša zemlja sveta (pesniške upodobitve nekaterih slovenskih dežel), v zadnjem pa so štiri pripovedne pesmi.

### Slikar
Rudolf Maister je bil ljubiteljski slikar. Upodabljal je v oljni tehniki. Ni znano, kje je črpal svoje slikarsko znanje, bil pa je dober prijatelj Riharda Jakopiča, kasneje tudi Matije Jame in Mateja Sternena. Bil je med prvimi organizatorji slikarskih razstav v Mariboru.

### Ljubitelj knjig
Rudolf Maister je bil strasten ljubitelj knjig in lastnik ene največjih in najlepših zasebnih knjižnic na Slovenskem. V veliki večini je zbiral samo slovenske knjige in časopisje, ki jih je iskal po župniščih, šolah, pri premožnejših kmetih, po knjigarnah in starinarnicah. Po generalovi smrti je knjižnica prešla v last sinov, med drugo svetovno vojno jo je zaplenila nemška oblast, vendar so po posredovanju Otona Župančiča last zahtevale italijanske okupacijske oblasti, ker je bilo stalno bivališče družine uradno v Italiji. Po vojni so bile knjige iz skladišča v Zagrebu prepeljane v Maribor. Knjižno zbirko, vključno z nekaterimi knjigami sinov in žene v posebnih prostorih hrani Univerzitetna knjižnica Maribor.

## Rudolf Maister v slovenski literaturi
- Jože Hudales: Orel z razprtimi krili (COBISS)
- Jože Hudales: General: roman o Rudolfu Maistru (COBISS)
- Bruno Hartman: Rudolf Maister, general in pesnik (COBISS)
- Vinko Korošak: General Maister: 1874—1934: legenda, resničnost in ponos (COBISS)
- Tone Partljič: General: deset črtic o Rudolfu Maistru (COBISS)
- Janez Švajncer: General Rudolf Maister: Zamolčano (COBISS)